# Jean Orcibal
Jean Orcibal (Bordeaux, 10 maggio 1913 – Bordeaux, 18 dicembre 1991) è stato uno storico francese.
Direttore degli studi di Scienze religiose dell'École Pratique des Hautes Études di Parigi, fu tra i massimi esperti di giansenismo.
Studiò importanti figure come Martin de Barcos, Antoine Le Maistre e Jean Duvergier de Hauranne.